# Oona Chaplin
Oona Castilla Chaplin (Madrid, 4 de junio de 1986) es una actriz hispanosuizobritánica de cine, teatro y televisión. Es conocida por interpretar a Talisa Maegyr en la serie de la HBO Juego de tronos. También ha participado en la serie británica The Hour (2012) y en la serie Taboo (2017), creada y protagonizada por Tom Hardy. Por parte de madre, es nieta del cineasta y actor Charles Chaplin, y de la actriz Oona O'Neill.

## Primeros años
Oona Castilla Chaplin nació en Madrid y pertenece a una célebre familia de cineastas; es hija de la actriz Geraldine Chaplin, nieta de Charles Chaplin y Oona O'Neill y bisnieta del dramaturgo Eugene O'Neill. Su padre, Patricio Castilla, es un director de fotografía chileno, que ha participado activamente en la política en Chile y Cuba. La abuela paterna de Oona, Hilda, es chilena de etnia mapuche. Pasó la mayor parte de su infancia entre España, Inglaterra, Escocia, Suiza y Cuba, pero también viajaba a menudo, por la carrera de su madre. Empezó a bailar ballet, salsa y flamenco, a una edad temprana.
Cuando Castilla Chaplin tenía quince años, empezó a estudiar en la Gordonstoun School en Escocia con una beca en interpretación. Durante su estancia allí, apareció en varias obras escolares, haciendo un tour alrededor del Reino Unido con una adaptación de Romeo y Julieta e imitando a su abuelo en el papel de Bottom en la adaptación de Sueño de una noche de verano, que fue interpretada en el Edinburgh Festival Fringe. Al dejar Gordonstoun, fue aceptada en la Escuela Real de Arte Dramático de Londres (RADA), de la que se graduó en 2007. Es trilingüe, habla perfectamente español, inglés y francés.

## Carrera
Desde que se graduó de RADA, ha actuado principalmente en proyectos británicos y españoles. Ha aparecido junto a su madre en cuatro películas: Inconceivable, ¿Para qué sirve un oso?, Imago Mortis y Tierra Firme. Chaplin también ha tenido varios papeles recurrentes en series americanas y británicas. Apareció como la mujer del personaje principal, Hector Madden, en la serie de la BBC The Hour (2011-2012), como la novia del Dr. Watson en un episodio de la serie Sherlock, y como Talisa Maegyr, en la serie de la HBO, Juego de tronos (2012-2013).
Interpretó a Kitty Trevelyan, el personaje principal, en el drama de la BBC, The Crimson Field (2014). También formó parte del elenco de la película El viaje más largo (2015). Interpretó a Zilpha Geary en la miniserie Taboo, que se emitió en la BBC One en el Reino Unido, y en FX en Estados Unidos, en 2016.

## Filmografía

### Cine
| Año  | Título                  | Personaje                                      | Notas        |
| ---- | ----------------------- | ---------------------------------------------- | ------------ |
| 2008 | Inconceivable           | Laura Chappel                                  |              |
| 2008 | First, Love?            | Laura                                          | Cortometraje |
| 2008 | Quantum of Solace       | Recepcionista del eco-hotel Perla de las Dunas |              |
| 2009 | Imago Mortis            | Arianna                                        |              |
| 2009 | Pelican Blood           | Linda                                          |              |
| 2010 | High and Dry            | Sandra                                         | Cortometraje |
| 2010 | Vampyre Compendium      |                                                | Cortometraje |
| 2011 | ¿Para qué sirve un oso? | Rosa                                           |              |
| 2011 | El doble del diablo     | Beauty                                         |              |
| 2011 | Salar                   | Sandra                                         | Cortometraje |
| 2012 | The Sorrows             | Sarah                                          |              |
| 2013 | Powder Room             | Jess                                           |              |
| 2013 | What If                 | Julianne                                       |              |
| 2014 | Aloft                   | Alice                                          |              |
| 2014 | Purgatorio              | Marta                                          |              |
| 2015 | El viaje más largo      | Ruth                                           |              |
| 2016 | Proyecto Lázaro         | Naomi                                          |              |
| 2017 | Tierra Firme            | Eva                                            |              |
| 2020 | Epicentro               | Ella misma                                     |              |
| 2025 | Avatar 3                | Varang                                         |              |
| 2029 | Avatar 4                | Varang                                         |              |

### Televisión
| Año       | Título                           | Personaje       | Notas                            |
| --------- | -------------------------------- | --------------- | -------------------------------- |
| 2007      | Spooks                           | Kate            | Episodio: El virus (Parte 2)     |
| 2008      | Spooks: Code 9                   | Kate            | Episodio n.°2                    |
| 2009      | Married Single Other             | Fabiana         | 3 episodios                      |
| 2010      | El Gordo: una historia verdadera | Silvia          | 2 episodios                      |
| 2011-2012 | The Hour                         | Marnie Madden   | 12 episodios                     |
| 2012      | Sherlock                         | Jeanette        | Episodio: A Scandal in Belgravia |
| 2012-2013 | Juego de tronos                  | Talisa Maegyr   | 11 episodios                     |
| 2013      | Dates                            | Mia             | 5 episodios                      |
| 2014      | Inside No. 9                     | Sabrina         | Episodio: A Quiet Night In       |
| 2014      | The Crimson Field                | Kitty Trevelyan | Papel principal (6 episodios)    |
| 2014      | Black Mirror                     | Greta           | Episodio: White Christmas        |
| 2016      | El padre de Caín                 | Mercedes        | Papel principal                  |
| 2017      | Taboo                            | Zilpha Geary    | 8 episodios                      |
| 2018      | My dinner with Hervé             | Katie           | Telefilme                        |
| 2022      | Treason                          | Maddy Lawrence  | Papel principal; 5 episodios     |